# 索恩河畔自由城区
索恩河畔自由城区（法語：Arrondissement de Villefranche-sur-Saône）是法国罗讷省所辖的一个区。总面积1714.6平方公里，总人口252407，人口密度147人/平方公里（2018年）。主要城镇为索恩河畔自由城。

## 辖区
索恩河畔自由城区辖有143个市镇。